# Maria Barbara Wäser

Maria Barbara Wäser

Maria Barbara Wäser, geborene Maria Barbara Schmidtschneider (* 1749 in Nürnberg; † 16. Dezember 1797) war eine Schauspielerin und Theaterleiterin.

## Leben
Schon als Kind war sie in der Truppe einer Frau Hochbruckner tätig. Von dort trennte sie sich zusammen mit ihrem späteren Ehemann, dem Schauspieler Johann Christian Wäser und wechselten zur Truppe von Johann Friedrich Neuhoff (1720–1764) nach St. Petersburg. Von dort lösten sie sich wiederum und machten sie sich als kleine Wandertruppe selbständig (Wäsersche Gesellschaft). Sie spielten in Reval, Riga, in polnischen Städten, in Lübeck, Hamburg, Stralsund, Kiel und Rostock. Von dort zogen sie über Leipzig und Dresden nach Schlesien. Nach dem Tod ihres Mannes 1789 führte sie bis 1797 das Theater in Breslau weiter.